# Кантрі-Ноллс (Нью-Йорк)
Кантрі-Ноллс (англ. Country Knolls) — переписна місцевість (CDP) в США, в окрузі Саратога штату Нью-Йорк. Населення — 5349 осіб (2020).

## Географія
Кантрі-Ноллс розташоване за координатами 42°54′39″ пн. ш. 73°48′25″ зх. д. / 42.91083° пн. ш. 73.80694° зх. д. (42.910887, -73.806990).  За даними Бюро перепису населення США в 2010 році переписна місцевість мала площу 4,10 км², з яких 4,10 км² — суходіл та 0,00 км² — водойми.

## Демографія
Згідно з переписом 2010 року, у переписній місцевості мешкали 2224 особи в 778 домогосподарствах у складі 665 родин. Густота населення становила 543 особи/км².  Було 787 помешкань (192/км²).
Расовий склад населення:
| - 95,2 % — білих - 2,0 % — азіатів - 0,6 % — чорних або афроамериканців |

До двох чи більше рас належало 1,7 %. Частка іспаномовних становила 2,5 % від усіх жителів.
За віковим діапазоном населення розподілялося таким чином: 27,0 % — особи молодші 18 років, 56,0 % — особи у віці 18—64 років, 17,0 % — особи у віці 65 років та старші. Медіана віку мешканця становила 44,0 року. На 100 осіб жіночої статі у переписній місцевості припадало 100,0 чоловіків;  на 100 жінок у віці від 18 років та старших — 95,4 чоловіків також старших 18 років.
Середній дохід на одне домашнє господарство  становив 112 022 долари США (медіана — 104 764), а середній дохід на одну сім'ю — 117 412 долари (медіана — 109 474). Медіана доходів становила 81 994 долари для чоловіків та 55 625 доларів для жінок. 
Цивільне працевлаштоване населення становило 953 особи. Основні галузі зайнятості: освіта, охорона здоров'я та соціальна допомога — 24,9 %, науковці, спеціалісти, менеджери — 14,8 %, фінанси, страхування та нерухомість — 12,2 %, публічна адміністрація — 9,8 %.